# Cellulose

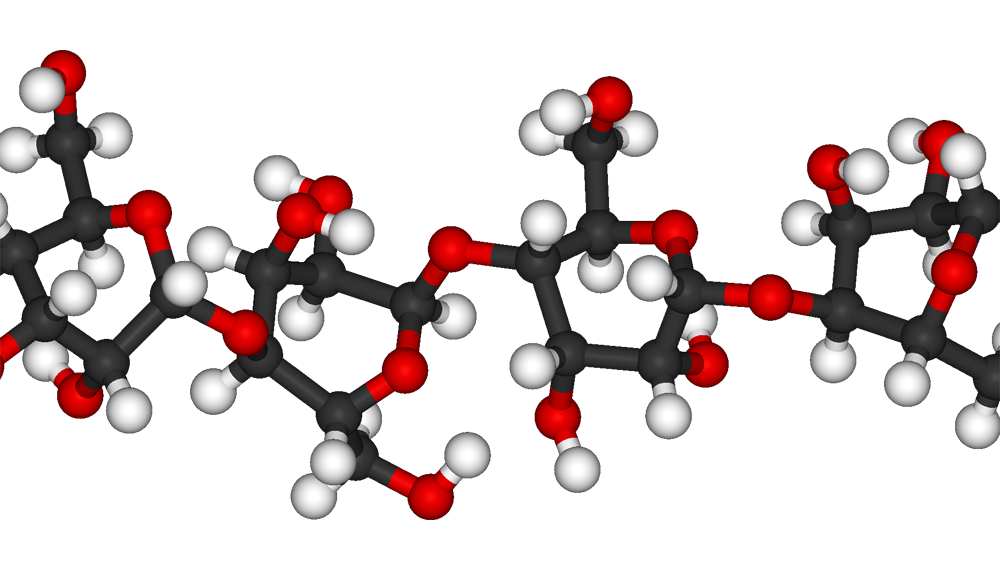
Hình ảnh 3D hợp chất cao phân tử Cellulose:Màu nâu-cacbon, màu đỏ-oxy, màu trắng-hydro

Cellulose là một hợp chất hữu cơ với công thức (C6H10O5)n một polysaccharide gồm chuỗi tuyến tính của hàng trăm đến hàng nghìn đơn vị α-glucose liên kết β(1→4) Cellulose là thành phần cấu trúc quan trọng của bức bình di chất chính của thực vật lục, nhiều dạng tảo và các oomycete. Một số loài vi khuẩn tiết ra nó để hình thành biofilms. Cellulose là polymer hữu cơ phổ biến nhất trên Trái Đất. Hàm lượng cellulose trong sợi bông là 90%, trong gỗ là 40–50%, và trong gai dầu đã khô là khoảng 57%.
Cellulose chủ yếu được sử dụng để sản xuất giấy và bìa cứng. Một phần nhỏ được chuyển đổi thành các sản phẩm phái sinh khác như cellophane và tơ tổng hợp. Hiện nay, người ta đang phát triển việc chuyển đổi cellulose từ cây trồng năng lượng thành nhiên liệu sinh học như ethanol từ cellulose, để tạo ra một nguồn nhiên liệu tái tạo. Cellulose thường được thu thập từ bột giấy từ gỗ và bông để sử dụng trong công nghiệp.
Một số loài động vật, như động vật nhai lại và mối, có thể tiêu hóa cellulose nhờ sự hỗ trợ từ vi sinh vật sống trong ruột của chúng, như Trichonympha. Trong dinh dưỡng con người, cellulose là một thành phần không tiêu hóa của chất xơ không hòa tan, có tác dụng làm cho phân người dễ chảy và có thể hỗ trợ quá trình đại tiện.

## Tính chất hóa học

Các mắt xích β-D-glucose trong cellulose

Cellulose do các mắt xích β-D-Glucose liên kết với nhau bằng liên kết 1,4-glycoside do vậy liên kết này thường không bền trong các phản ứng thủy phân.
Cellulose được tạo thành trong cây xanh nhờ quá trình quang hợp của cây:
6nCO2+5nH2OClorophin,ánh sáng→(C6H10O5)n +6nO2

### Phản ứng thủy phân
Đun nóng lâu cellulose với dung dịch acid sulfuric, các liên kết β-glycoside bị đứt tạo thành sản phẩm cuối cùng là glucose:
(C6H10O5)n  +  nH2O  →  nC6H12O6 (xúc tác H+, to)
Phản ứng này áp dụng trong sản xuất alcohol etylic công nghiệp, xuất phát từ nguyên liệu chứa cellulose (vỏ bào, mùn cưa, tre, nứa, v.v...).
Phản ứng thủy phân cellulose có thể xảy ra nhờ tác dụng xúc tác của enzyme cellulase có trong cơ thể động vật nhai lại (trâu, bò...). Cơ thể người không có enzyme này nên không thể tiêu hóa được cellulose.

### Tác dụng với một số tác nhân base
- Phản ứng với NaOH và CS2. Sản xuất tơ visco:

Cho cellulose tác dụng với NaOH người ta thu được sản phẩm gọi là "cellulose kiềm", đem chế hóa tiếp với carbon disulfide sẽ thu được dung dịch cellulose xantogenat:
[C6H7O2(OH)3]n (Cellulose)  →  [C6H7O2(OH)2ONa]n (Cellulose kiềm)  →  [C6H7O2(OH)2O-CS2Na]n (Cellulose xantogenat)
Cellulose xantogenat tan trong kiềm tại thành dung dịch rất nhớt gọi là visco. Khi bơm dung dịch nhớt này qua những ống có các lỗ rất nhỏ (φ < 0,1mm) ngâm trong dung dịch H2SO4, cellulose xantogenat sẽ bị thủy phân cho ta cellulose hidrat ở dạng óng nuột gọi là tơ visco:
[C6H7O2(OH)2O-CS2Na]n (Cellulose xantogenat) + n/2H2SO4    →    [C6H7O2(OH)3]n (Cellulose hydrate) + nCS2 + Na2SO4
Cellulose hydrate có công thức hóa học tương tự cellulose, nhưng do quá trình chế biến hóa học như trên, mạch polymer trở nên ngắn hơn, độ bền hóa học kém đi và háo nước hơn.
- Tác dụng của dung dịch Cu(OH)2 trong amonia:

Cellulose tan được trong dung dịch Cu(OH)2 trong amonia có tên là "nước Svayde" (Schweitzer's Reagent), trong đó Cu2+ tồn tại chủ yếu ở dạng phức chất Cu(NH3)n(OH)2. Khi ấy sinh ra phức chất của cellulose với ion đồng ở dạng dung dịch nhớt. Nếu ta bơm dung dịch nhớt này đi qua ống có những lỗ rất nhỏ ngâm trong nước, phức chất sẽ bị thủy phân thành cellulose hydrate ở dạng sợi, gọi là tơ đồng - amonia.

### Phản ứng với một số acid hoặc anhydride acid tạo thành este
- Tác dụng của HNO3:

Đun nóng cellulose với hỗn hợp HNO3 và H2SO4 đậm đặc, tùy theo điều kiện phản ứng mà một, hai hay cả ba nhóm -OH trong mỗi mắt xích C6H10O5 được thay thế bằng nhóm -ONO2 tạo thành các este cellulose nitrat:
[C6H7O2(o...H)3]n + nHNO3   →  [C6H7O2(OH)2ONO2]n (Cellulose mononitrat) + nH2O
[C6H7O2(OH)3]n + 2nHNO3   →   [C6H7O2(OH)(ONO2)2]n (Cellulose dinitrat) + 2nH2O
[C6H7O2(OH)3]n + 3nHNO3   →   [C6H7O2(ONO2)3]n (Cellulose trinitrat) + 3nH2O
Hỗn hợp cellulose mononitrat và cellulose dinitrat (gọi là coloxilin) được dùng để tạo màng mỏng tại chỗ trên da nhằm bảo vệ vết thương, và dùng trong công nghệ cao phân tử (chế tạo nhựa xenluloit, sơn, phim ảnh...). Cellulose trinitrat thu được (có tên gọi piroxilin) là một sản phẩm dễ cháy và nổ mạnh, được dùng làm chất nổ cho mìn, lựu đạn... và chế tạo thuốc súng không khói.
- Tác dụng của (CH3CO)2O: Cellulose tác dụng với anhydride acetic có H2SO4 xúc tác có thể tạo thành cellulose mono- hoặc di- hoặc triacetat. Ví dụ:

[C6H7O2(OH)3]n + 3n(CH3CO)2O   →   [C6H7O2(OCOCH3)3]n(cellulose triacetat) + 3nCH3COOH
Trong công nghiệp cellulose triacetat và cellulose diacetat được dùng hỗn hợp hoặc riêng rẽ để sản xuất phim ảnh và tơ acetat. Chẳng hạn hòa tan hai este trên trong hỗn hợp aceton và ethanol rồi bơm dung dịch thu được qua những lỗ nhỏ thành chùm tia đồng thời thổi không khí nóng (55 - 70oC) qua chùm tia đó để làm bay hơi aceton sẽ thu được những sợi mảnh khảnh gọi là tơ acetat. Tơ acetat có tính đàn hồi, bền bỉ và đẹp.